# Tracy Letts
Tracy Letts (Tulsa, Oklahoma, 4 de julio de 1965) es un actor, dramaturgo y guionista estadounidense. Ganó un premio Pulitzer por su obra de teatro August: Osage County y un premio Tony por su interpretación de George en la versión de 2013 de la obra ¿Quién teme a Virginia Woolf?.
También es conocido por su interpretación de Andrew Lockhart en las temporadas 3 y 4 de la serie Homeland de Showtime, por la que fue nominado a dos Premios del Sindicato de Actores como miembro del reparto. Adicionalmente, interpretó al estafador de esquemas piramidales Nick en la serie de comedia Divorce, de HBO. En 2017, Letts protagonizó tres películas aclamadas por la crítica: The Lovers, Lady Bird y The Post. Las dos últimas fueron nominadas al premio Óscar en la categoría de mejor película; con Lady Bird fue además nominado al premio del Sindicato de Actores al mejor reparto. En 2019 interpretó a Henry Ford II en la película Ford v Ferrari de James Mangold.
Letts escribió los guiones de tres adaptaciones cinematográficas de sus propias obras de teatro: Bug y Killer Joe fueron dirigidas por William Friedkin, mientras que August: Osage County estuvo dirigida por John Wells. Su obra de 2009 Superior Donuts fue adaptada a una serie de televisión del mismo nombre. Su primer guion que no consiste en una adaptación de sus propios trabajos es la película La mujer en la ventana de Joe Wright, basada en la novela homónima de A.J. Finn, cuyo estreno fue en 2021.